# Ramil Sjejdajev
Ramil Tejmoerovitsj Sjejdajev (Russisch: Рамиль Теймурович Шейдаев) (Sint-Petersburg, 15 maart 1996) is een Russisch-Azerbeidzjaans voetballer die bij voorkeur als aanvaller speelt. Hij staat onder contract bij Kocaelispor.

## Clubcarrière
Sjejdajev werd geboren in Sint-Petersburg als zoon van een Azerbeidzjaanse vader en een Russische moeder. Hij speelde in de jeugd bij Zenit Sint-Petersburg. Op 19 april 2014 debuteerde hij voor Zenit-2 St. Petersburg tegen Znamya Truda. Op 26 oktober 2014 debuteerde de aanvaller voor Zenit Sint-Petersburg in de Premjer-Liga tegen Mordovia Saransk. Hij viel na 81 minuten in voor Danny. Zenit won het thuisduel met 5–0. In zijn debuutseizoen kwam Sjejdajev tot een totaal van vijf competitieduels.

## Clubstatistieken
| Seizoen | Club                  | Land         | Competitie     | Wed. | Doelp. |
| ------- | --------------------- | ------------ | -------------- | ---- | ------ |
| 2014/15 | Zenit Sint-Petersburg | Rusland      | Premjer-Liga   | 5    | 0      |
| 2015/16 | → Roebin Kazan        | Rusland      | Premjer-Liga   | 1    | 0      |
| 2016/17 | Trabzonspor           | Turkije      | Süper Lig      | 1    | 0      |
| 2016/17 | → MSK Zilina          | Slowakije    | Fortuna Liga   | 12   | 5      |
| 2017/18 | → MSK Zilina          | Slowakije    | Fortuna Liga   | 1    | 0      |
| 2017/18 | → FK Qarabağ          | Azerbeidzjan | Premyer Liqası | 15   | 1      |
| 2018/19 | Krylya Sovetov Samara | Rusland      | Premjer-Liga   | 5    | 0      |
| Totaal  | Totaal                | Totaal       | Totaal         | 40   | 6      |

## Interlandcarrière
Sjejdajev won in 2013 met Rusland –17 het Europees kampioenschap voor spelers onder 17 jaar in Slowakije. In 2014 debuteerde hij voor Rusland –19, waarmee hij in 2015 deelneemt aan het Europees kampioenschap voor spelers onder 19 jaar. Hij debuteerde op 4 september 2016 voor de Azerbeidzjan in een WK-kwalificatieduel tegen San Marino.